# Anthurium chinchipense
Anthurium chinchipense är en kallaväxtart som beskrevs av Thomas Bernard Croat och Lingán. Anthurium chinchipense ingår i släktet Anthurium och familjen kallaväxter. Inga underarter finns listade.